# Santa Marta (Málaga)
Santa Marta es un barrio perteneciente al distrito Cruz de Humilladero de la ciudad andaluza de Málaga, España. Según la delimitación oficial del ayuntamiento, limita al norte con el barrio de Santa Julia; al oeste con el barrio de Cruz del Humilladero; al sur, con el barrio de La Unión; y al oeste, con el polígono industrial Ronda Exterior y el barrio de La Asunción.

## Transporte
En autobús queda conectado mediante las siguientes líneas de la EMT: 
| Línea | Trayecto                                             | Recorrido | Frecuencia                                     |
| ----- | ---------------------------------------------------- | --------- | ---------------------------------------------- |
| 4     | Paseo del Parque - Cortijo Alto (Ciudad de Justicia) | Recorrido | 11-12 minutos                                  |
| 15    | La Virreina - Santa Paula                            | Recorrido | 11-12 minutos                                  |
| 22    | Avda. Molière - Universidad                          | Recorrido | 10 minutos (16-18 minutos en época no lectiva) |
| 24    | Avda. M. A. Heredia - Los Prados                     | Recorrido | 15 minutos                                     |
| 31    | Alameda Principal - Mainake                          | Recorrido | 18-25 minutos                                  |
| N2    | Plaza de la Marina - Circular                        | Recorrido | 50-55 minutos                                  |